# Caroline Lucas
Caroline Lucas, née le 9 décembre 1960 à Malvern, est une femme politique britannique, leader du Parti vert de l'Angleterre et du pays de Galles de 2008 à 2012. Elle est députée européenne entre 1999 et 2010 avant d'être élue cette année dputée pour la circonscription de Brighton Pavilion, jusqu'en 2024. Elle est la première représentante des verts élue à la Chambre des communes du Royaume-Uni.

## Résultats électoraux

### Chambre des communes
| Élection          | Circonscription   | Parti | Parti      | Voix   | %    | Résultat |
| ----------------- | ----------------- | ----- | ---------- | ------ | ---- | -------- |
| Générales de 2010 | Brighton Pavilion |       | Parti vert | 16 238 | 31,3 | Élue     |
| Générales de 2015 | Brighton Pavilion |       | Parti vert | 22 871 | 41,8 | Élue     |
| Générales de 2017 | Brighton Pavilion |       | Parti vert | 30 149 | 52,3 | Élue     |
| Générales de 2019 | Brighton Pavilion |       | Parti vert | 33 151 | 57,2 | Élue     |